# Administrationskommission
Die Administrationskommission war die erste gemeinsame Oberbehörde im 1806 neu geschaffenen Herzogtum Nassau mit Sitz in Wiesbaden.
Das Herzogtum war aus einer Vielzahl unterschiedlicher Territorien entstanden. Allein aus den ehemals nassauischen Fürstentümern bestanden die bisherigen nassauischen Regierungen zu Wiesbaden, Weilburg, Ehrenbreitstein, Hachenburg und Altenkirchen. Daneben hatte man eine Reihe von ehemals reichsritterschaftlichen Gebieten erworben. Diese wurden am 6. September 1806 der neu geschaffenen Administrationskommission mit Sitz in Wiesbaden unterstellt. Die Administrationskommission wurde mit Edikt vom 25. Juli 1809 zum 1. September 1809 aufgehoben. Damit war neben dem gemeinsamen Ministerium eine mittlere Verwaltungsebene aus drei Regierungsbezirken entstanden: Wiesbaden, Weilburg und Ehrenbreitstein.
| Amt               | bisheriges Territorium        | Übergegangen in                  |
| ----------------- | ----------------------------- | -------------------------------- |
| Amt Altenwied     | Wied-Runkel, bis 1803 Kurköln | Regierungsbezirk Ehrenbreitstein |
| Amt Dierdorf      | Wied-Runkel                   | Regierungsbezirk Ehrenbreitstein |
| Amt Heddesdorf    | Wied-Neuwied                  | Regierungsbezirk Ehrenbreitstein |
| Amt Maischeid     | Kondominium Niederisenburg    | Regierungsbezirk Ehrenbreitstein |
| Amt Neuerburg     | Wied-Runkel, bis 1803 Kurköln | Regierungsbezirk Ehrenbreitstein |
| Amt Neuwied       | Wied-Neuwied                  | Regierungsbezirk Ehrenbreitstein |
| Amt Selters       | Wied-Neuwied                  | Regierungsbezirk Wiesbaden       |
| Amt Runkel        | Wied-Runkel                   | Regierungsbezirk Wiesbaden       |
| Amt Braunfels     | Solms                         | Regierungsbezirk Wiesbaden       |
| Amt Greifenstein´ | Solms                         | Regierungsbezirk Wiesbaden       |
| Amt Hohensolms    | Solms                         | Regierungsbezirk Wiesbaden       |
| Amt Schaumburg    | Schaumburg                    | Regierungsbezirk Wiesbaden       |
| Amt Reifenberg    | Waldbott-Bassenheim           | Regierungsbezirk Wiesbaden       |
| Amt Diez          | Oranien                       | Regierungsbezirk Wiesbaden       |
| Amt Dauborn       | Oranien                       | Regierungsbezirk Wiesbaden       |

Daneben waren die Orte Nievern, Sauerthal, Wasenbach, Frücht, Schweighausen, Assenheim, Langenau, Cransberg und Niederhofheim der Administrationskommission unterstellt.